# 彭雪枫
彭雪枫（1907年9月9日—1944年9月11日），河南镇平人，乳名隆兴，原名修道。中国工农红军和新四军将领。
彭雪枫于1926年加入中国共产党，1930年参加中国工农红军，在红三军团历任纵队教导队指导员、纵队政治委员、师政治委员、江西军区政治委员，获二等红星奖章。1934年参加长征，先后担任军委第1野战纵队梯队队长、红三军团师长、红三军团团长、陕甘支队第2纵队司令员、红一军团师政治委员。中国抗日战争时期，先任八路军驻晋办事处处长。1938年南下华中，任新四军第六支队司令员，开辟豫皖苏抗日根据地。1941年任新四军第四师师长，多次粉碎日军扫荡。1944年8月奉命西征，在河南夏邑八里庄与和平建国军作战中，中流弹牺牲。1989年11月，彭雪枫被中共中央军委认定为中国人民解放军军事家之一。

## 生平

### 早年经历
彭雪枫少时家贫，但聪慧好学。14岁受亲戚资助，到天津、北京求学。1922年入西北军第十六混成旅官佐子弟学校。1926年加入中国共产党。1927年10月，参与中共中央北方局组织的南苑暴动。此后，在天津、山东等地从事秘密工作。1929年夏，考取北平民国大学文学系，后因经济无着而未能入校。

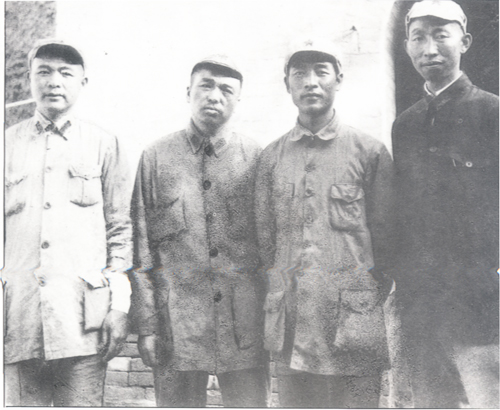
1936年，徐海东、彭德怀、彭雪枫、郭述申在陕北

1930年5月，彭雪枫被派到苏区，先后担任红五军纵队教导队指导员、红八军一纵队政委。1930年8月，任红八军6师政委。1931年9月，任红二师政委。1932年2月，彭雪枫率部参与赣州战役。同年8月，红二师师长郭炳生在第四次反围剿時率部投誠國民革命軍被彭雪枫發現，郭炳生僅帶親信离开，是為「乐安事变」:73。1933年红三军团整编后，任第六师政委，参与历次反围剿战役，并在第五次反围剿战役中的八角亭战斗中负伤。伤愈后，调红军大学学习，并任红大政治委员（未到职）。1934年1月，彭雪枫荣获二等红星奖章。1934年夏，彭雪枫调任江西军区政治委员；同年8月调任红6师师长。
1934年10月，彭雪枫参加长征，先后担任中共中央军委作战局局长兼第1野战纵队梯队队长:82、红3军团5师师长、第13团团长，1935年2月的娄山关之战，彭雪枫与李干辉率13团进行正面强攻，最终取得胜利:275-279。1935年9月，担任陕甘支队第2纵队司令员，接替彭德怀统帅原红三军团部队，率部到达陕北:516。11月，任红1军团4师政治委员，参与直罗镇战役和东征战役。1936年9月，随叶剑英等潜入西安与张学良、杨虎城联络:124。1936年秋，受中共中央派遣，秘密前往山西与阎锡山联络，与阎锡山的亲信梁化之往来，七七事变后公开活动。1937年5月，奉命以中共中央代表的身份到北平、天津、济南工作。

### 抗日战争时期

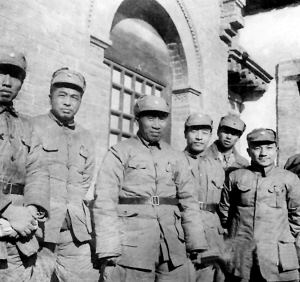
1938年，山西洪洞县马牧村八路军总部合影，自左起分别为左权、彭德怀、朱德、彭雪枫、萧克、邓小平

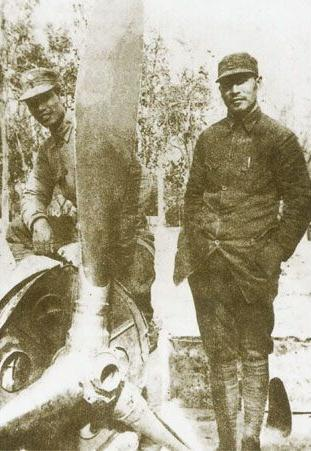
1940年，彭雪枫与张震在板桥集战斗中被击落的日军飞机残骸前留影

抗日战争期间，任八路军驻晋办事处处长，负责晋冀鲁察四省以及平津两市的统一战线的联络工作，并创办学兵队:160。1938年2月调任八路军总部参谋处长兼中共河南省委军事部长，在确山县竹沟镇组织训练抗日武装。同年9月任新四军游击支队司令员兼政委，率部开辟豫皖苏抗日根据地。1939年任中共豫皖苏边区委书记、新四军第六支队司令员，他通过联合各方势力，粉碎日军扫荡，成功扩大了新四军武力。1940年，任八路军第四纵队司令员，指挥板桥集战斗，击落日军飞机一架。1941年2月，皖南事变后，所部编入新四军，彭雪枫任新四军第四师师长。
1941年，彭雪枫之新四军第四师在皖南事变后，遭到国军大规模袭击:289，不得不由豫皖苏退到皖东北地区:298。同年9月，彭雪枫参与指挥程道口战役，将深入新四军根据地的国军王光夏部击溃:312-315。1942年10月，兼任淮北军区司令员。同年冬，日军扫荡淮北地区，被彭雪枫击退:344。1943年在山子頭戰役中，彭雪枫全殲進攻的国军（中共稱為顽军），當場擊斃江蘇省政府保安第3隊司令、淮泗專員王光夏、獨立第六旅長李仲寰，並俘虜国军魯蘇戰區副总司令韓德勤。随后，彭雪枫又指挥了1943年反日伪军对淮北区的春、夏季“扫荡”作战和反“蚕食”斗争。此外，他还创办《拂晓报》和拂晓剧团，并组建了新四军唯一的骑兵团。
1944年，日軍攻陷鄭州、洛陽、許昌、郾城等38座城池，中共中央、毛澤東決定向河南敵後進軍:374，彭雪楓奉命西征，8月越過津浦鐵路，行至小朱莊攻擊國軍部队王傳授部，击毙國軍千餘人。9月11日，于河南夏邑八里庄围攻和平建国军苏北挺进军第二十八纵队李光明部（其上级刘子仁原为彭雪枫部下）作战时，中流弹牺牲，时年37岁。

## 身后与个人
为了不影响部队的士气，也为了保护身怀六甲的彭雪枫妻子林颖，新四军党委决定暂缓公布彭雪枫阵亡的消息，并要求有关人员保守这个秘密。根据师领导的指示，旅长滕海清派人到王白楼一户大地主家，用五百块银元买了副上好的棺材，将彭雪枫入殓，悄悄地用船送回路东，安放在成子湖边的柴滩上，然后运回四师师部驻地半城，暂时放在半城附近一只停泊在濉河上的大木船里，日夜派人看护。直到1945年1月24日，彭雪枫死亡的消息才公布于世，报道称“九月间，敌伪大举扫荡萧县地区，雪枫同志奋勇杀敌，身先士卒，不幸即在此反扫荡战役中殉国”。1945年2月7日，毛泽东为彭雪枫写下了毛一生所撰对联中最长的——“二十年艰难事业，即将彻底完成，忍看功绩辉煌，英名永在，一世忠贞，是共产党人好榜样；千万里破碎河山，正待从头收拾，孰料血花飞溅，为国牺牲，满腔悲愤，为中华民族悼英雄。”洋洋洒洒70字。
中国共产党在江苏省宿迁市泗洪县半城镇建有雪枫烈士陵园来纪念。1946年，国军进攻淮北区，将彭雪枫的坟墓挖开，并丢弃其遗骨。游击队员冒死收敛彭雪枫遗骨，并于中华人民共和国成立后重新安葬。
1959年庐山会议后，彭德怀被批判；彭雪枫因曾为彭德怀部下，也被扯出来陪鬥。1964年12月30日，中国人民革命军事博物馆、中国历史博物馆依据中共中央宣傳部向陆定一、康生和中共中央提交的报告，将陈列中出现瞿秋白、项英、博古、谭政、甘泗淇、袁国平、彭雪枫、陈光等人姓名和形象的文物完全去除。1989年11月，彭雪枫被确定为中国人民解放军军事家之一。
彭雪枫祖父彭如澜、伯父彭延庆，父亲彭延泰，母亲王氏:2。彭雪枫叔父彭禹廷，是宛西自治的主要首领之一。彭雪枫妻子林颖（1920年—2015年8月5日），原纺织工业部机械公司副经理，1941年9月24日与彭雪枫结婚。彭雪枫遗腹子彭小枫，曾任中国人民解放军第二炮兵政治委員，2006年晋升上将军衔。弟弟彭之久，曾任太岳纵队卫生部部长，1947年4月28日在山西夏县作战时阵亡。
第76集团军所属的第76特战旅为“雪枫旅”，正是为了纪念彭雪枫。

## 著作
- 《彭雪枫书信日记选》河南人民出版社1980
- 《彭雪枫家书》文物出版社 1985年
- 《彭雪枫军事文选》解放军出版社1997年
- 《彭雪枫文集》中央文献出版社 2004年